# Hermann Knaus
Pour les articles homonymes, voir Knaus.
Hermann Knaus (né le 19 octobre 1892 à Sankt Veit an der Glan, mort le 22 août 1970 à Vienne), chirurgien et gynécologue autrichien, était le fils d'un commerçant de Sankt Veit an der Glan en Carinthie. En 1911, il passa sa matura à Knittelfeld en Styrie et commença des études de médecine à Graz.

## Biographie et travaux
Pendant la Première Guerre mondiale, où il servit  dans les troupes austro-hongroises en Galicie et dans le Tyrol du Sud, il reçut le grade de lieutenant et sa bravoure lui valut plusieurs distinctions.
En 1920, il termina ses études de médecine à Graz, et commença à y travailler. À partir d'octobre 1924, il fut boursier de la Fondation Rockefeller à l'Institut de Pharmacologie de l'université de Londres et à l'université de Cambridge. En 1926, il revint à l'université de Graz, où il passa un diplôme en gynécologie et en obstétrique.
En 1930, il passa un congé sabbatique à Berlin et à Paris, et devint professeur extraordinaire à l'Université de Graz ; en 1931, il fut nommé assistant titulaire à la clinique gynécologique. En 1934, il accepta un appel comme professeur titulaire et directeur de la clinique de gynécologie et d'obstétrique à l'Université allemande de Prague, la Karl-Ferdinands-Universität.
En 1938, il adhéra au Parti allemand des Sudètes pro-nazi. Après les accords de Munich, l'annexion des « Sudètes » et la création du « Protectorat de Bohême-Moravie », il devint en 1939 membre de la NSDAP. De 1939 à 1941, il fut doyen de la faculté de médecine de la Karl-Ferdinands-Universität de Prague. Il réalisa des expériences sur des lapins pour provoquer ou interrompre une grossesse et tenta de causer sur des cobayes le cancer des organes génitaux.
Après la Seconde Guerre mondiale, il fut gynécologue à Graz. De 1950 à 1960, il dirigea le département de gynécologie de l'hôpital de Lainz à Vienne.
Il développa la théorie du Japonais Kyusaku Ogino sur les périodes de la fertilité de la femme (« période optimale de conception Knaus ») et en tira une méthode de contraception, connue sous le nom de méthode Ogino-Knaus. Pourtant, Ogino lui-même avait refusé cette application de ses connaissances en raison de la fiabilité trop faible de la méthode.

## Publications
- (de) Die periodische Fruchtbarkeit und Unfruchtbarkeit des Weibes (Fécondité et infécondité périodiques de la femme), 1934 (3e édition : Die Physiologie der Zeugung des Menschen [La physiologie de la procréation chez l'être humain, 1950])
- (de) Die fruchtbaren und unfruchtbaren Tage der Frau (Jours féconds et jours stériles chez la femme), 1950

## Source
- (de) Cet article est partiellement ou en totalité issu de l’article de Wikipédia en allemand intitulé « Hermann Knaus » (voir la liste des auteurs).